# Panos Karnezis
Panagiotis Karnezis, detto Panos (in greco Παναγιώτης "Πάνος" Καρνέζης?; Patrasso, 1967), è uno scrittore greco.

## Biografia
Karnezis nacque a Patrasso nel 1967. Entrambi i suoi genitori erano impiegati pubblici, e nel 1971 la famiglia si trasfer per motivi di lavoro ad Atene. Dopo aver terminato gli studi scolastici si laureò in Ingegneria meccanica all'Università di Patrasso, trasferendosi poi ad Oxford nel 1992 per un dottorato di ricerca. Completato il PhD si trasferì inizialmente a Bristol per lavorare presso la British Steel, per poi spostarsi a Sheffield presso la Rolls Royce. Durante questi anni completa un Master in scrittura creativa presso l'University of East Anglia e pubblica il suo esordio letterario per i tipi della Penguin Books: la raccolta di racconti Tante piccole infamie.
Nel 2004 ha pubblicato il romanzo Il labirinto, ambientato in Anatolia durante la Guerra greco-turca che è stato selezionato fra i finalisti del Whitbread First Novel Award.
Attualmente vive a Londra.

## Opere
- Tante piccole infamie (Little Infamies, 2002)
- Il labirinto (The Maze, 2004)
- Una festa di compleanno (The Birthday Party, 2007)
- The Convent (2010)
- The Fugitives (2015)